# Leichtathletik-Weltmeisterschaften 2022/Teilnehmer (Singapur)
| Goldmedaillen | Silbermedaillen | Bronzemedaillen |
| ------------- | --------------- | --------------- |
| —             | —               | —               |

Der Leichtathletikverband Singapurs nahm an den Leichtathletik-Weltmeisterschaften 2022 in Eugene mit einer Athletin teil.

## Ergebnisse

### Frauen

#### Laufdisziplinen
| Athletin       | Disziplin | Vorlauf | Vorlauf | Halbfinale | Halbfinale | Finale | Finale |
| Athletin       | Disziplin | Zeit    | Platz   | Zeit       | Platz      | Zeit   | Platz  |
| -------------- | --------- | ------- | ------- | ---------- | ---------- | ------ | ------ |
| Shanti Pereira | 200 m     | 23,53 s | 39      | DNQ        | DNQ        | –      | –      |